# رینوسا
رینوسا (به اسپانیایی: Reinosa) یک دهستان در اسپانیا است که در استان کانتابریا واقع شده‌است. رینوسا ۴٫۱۲ کیلومتر مربع مساحت و ۹٬۴۹۶ نفر جمعیت دارد و ۸۵۱ متر بالاتر از سطح دریا واقع شده‌است.